# Black Brant
Pour l'oiseau du même nom, voir Bernache cravant.

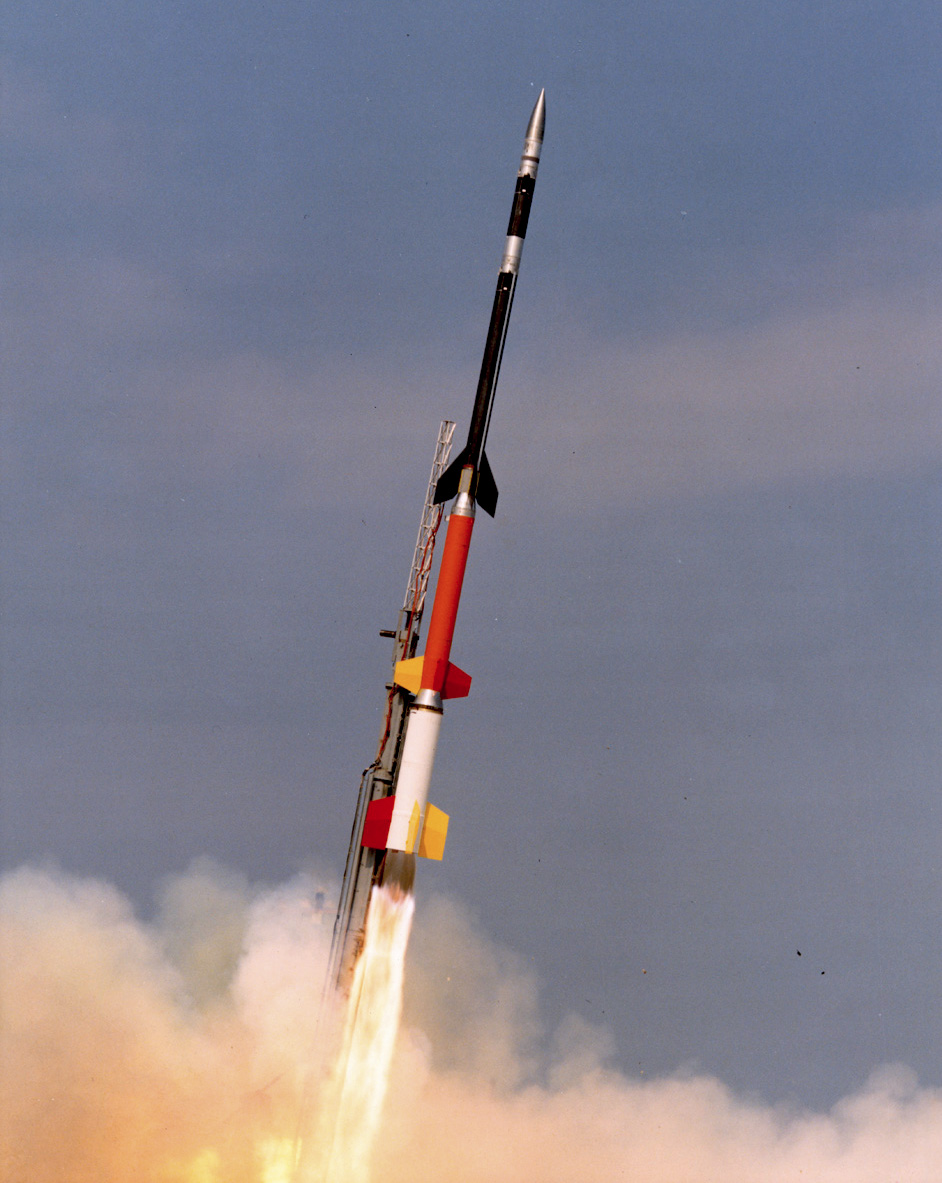
Tir d'une Black Brant XII à Wallops Island.

La Black Brant est une fusée-sonde canadienne construite depuis 1959 en plusieurs versions.

## Historique
Cette fusée-sonde a propergol solide conçue au Canadian Armament Research and Development Establishment, aujourd’hui DRDC Valcartier de la Recherche et développement pour la défense Canada, a partir de 1958 effectue son premier tir d'essai le 5 septembre 1959.
Un tir depuis la Norvège a failli déclencher une réplique militaire russe en 1995.
Elle est construite depuis 1996 par Magellan Aerospace (en).
En date de 2020, plus de mille ont été lancés avec un taux de réussite de 99,4 % au cours des 500 derniers lancements.

## Modèles

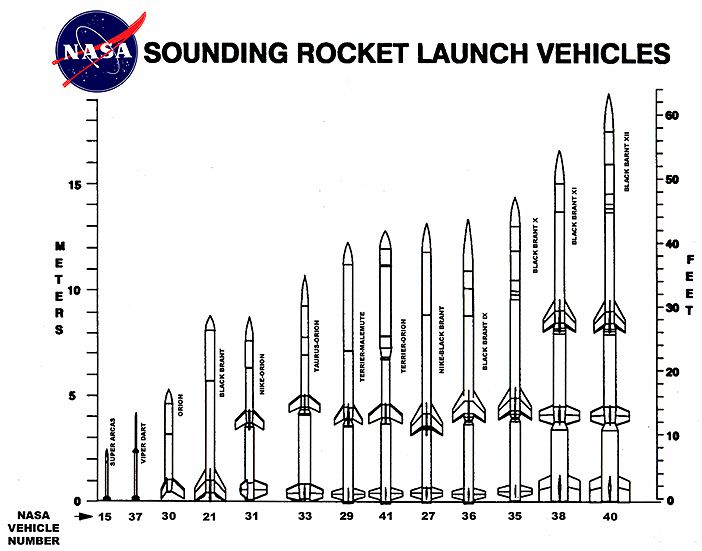
Comparaison de la taille de plusieurs fusées sondes lancés depuis Wallops Island dont des Black Brant.

### Black Brant I
- Black Brant I (Black Brant 1)[3]
- Charge utile : 68 kg
- Altitude maximale : 225 km
- Poussée au décollage : 111 kN
- Masse au décollage : 730 kg
- Diamètre : 0,26 m
- Hauteur : 7,41 m.

### Black Brant II
- Black Brant II (Black Brant 2)[4], Black Brant IIB (Black Brant 2B)[5],
- Charge utile : 68 kg (Black Brant II)
- Altitude maximale : 274 km
- Poussée au décollage : 89 kN
- Masse au décollage : 800 kg
- Diamètre : 0,44 m
- Hauteur : 8,45 m.

### Black Brant III
- Black Brant III (Black Brant 3)[6], Black Brant IIIA, Black Brant IIIB (Black Brant 3B)[7]
- Charge utile : 18 kg (Black Brant III)
- Altitude maximale : 177 km
- Poussée au décollage : 49 kN
- Masse au décollage : 286 kg
- Diamètre : 0,26 m
- Hauteur : 5,50 m.

### Black Brant IV
- Black Brant IV (Black Brant 4), une fusée bi-étage constituée d'un premier étage Black Brant VA et d'un second étage Black Brant IIIA ou IIIB[8], Black Brant IVA[9], Black Brant IVB[10]
- Charge utile : 100 kg (Black Brant IV)
- Altitude maximale : 1 000 km
- Poussée au décollage : 111 kN
- Masse au décollage : 1 356 kg
- Diamètre : 0,44 m
- Hauteur : 11,06 m.

### Black Brant V
- Black Brant V (Black Brant 5)[11], Black Brant VA[12], Black Brant VB (Black Brant 5B)[13], Black Brant VC (Black Brant 5C)[14]
- Charge utile : 68 kg (Black Brant V)
- Altitude maximale : 387 km
- Poussée au décollage : 111 kN
- Masse au décollage : 1 197 kg
- Diamètre : 0,44 m
- Hauteur : 8,15 m.

### Black Brant VI
- Black Brant VI (Black Brant 6)[15]
- Altitude maximale : 72 km
- Poussée au décollage : 7 kN
- Masse au décollage : 100 kg
- Diamètre : 0,12 m
- Hauteur : 2,80 m.

### Black Brant VII
- Black Brant VII (Black Brant 7)[16]
- Altitude maximale : 72 km
- Poussée au décollage : 7 kN
- Masse au décollage : 100 kg
- Diamètre : 0,12 m
- Hauteur : 2,80 m.

### Black Brant VIII
- Black Brant VIII (Black Brant 8 alias Nike Black Brant), une fusée bi-étage constituée d'un premier étage Nike M5-E1 et d'un second étage Black Brant VB ou VC[17],[18], Black Brant VIIIB (Black Brant 8B)[19], Black Brant VIIIC (Black Brant 8C)[20]
- Altitude maximale : 340 km (Black Brant VIII)
- Poussée au décollage : 196 kN
- Masse au décollage : 2 000 kg
- Diamètre : 0,44 m
- Hauteur : 11,90 m

### Black Brant IX

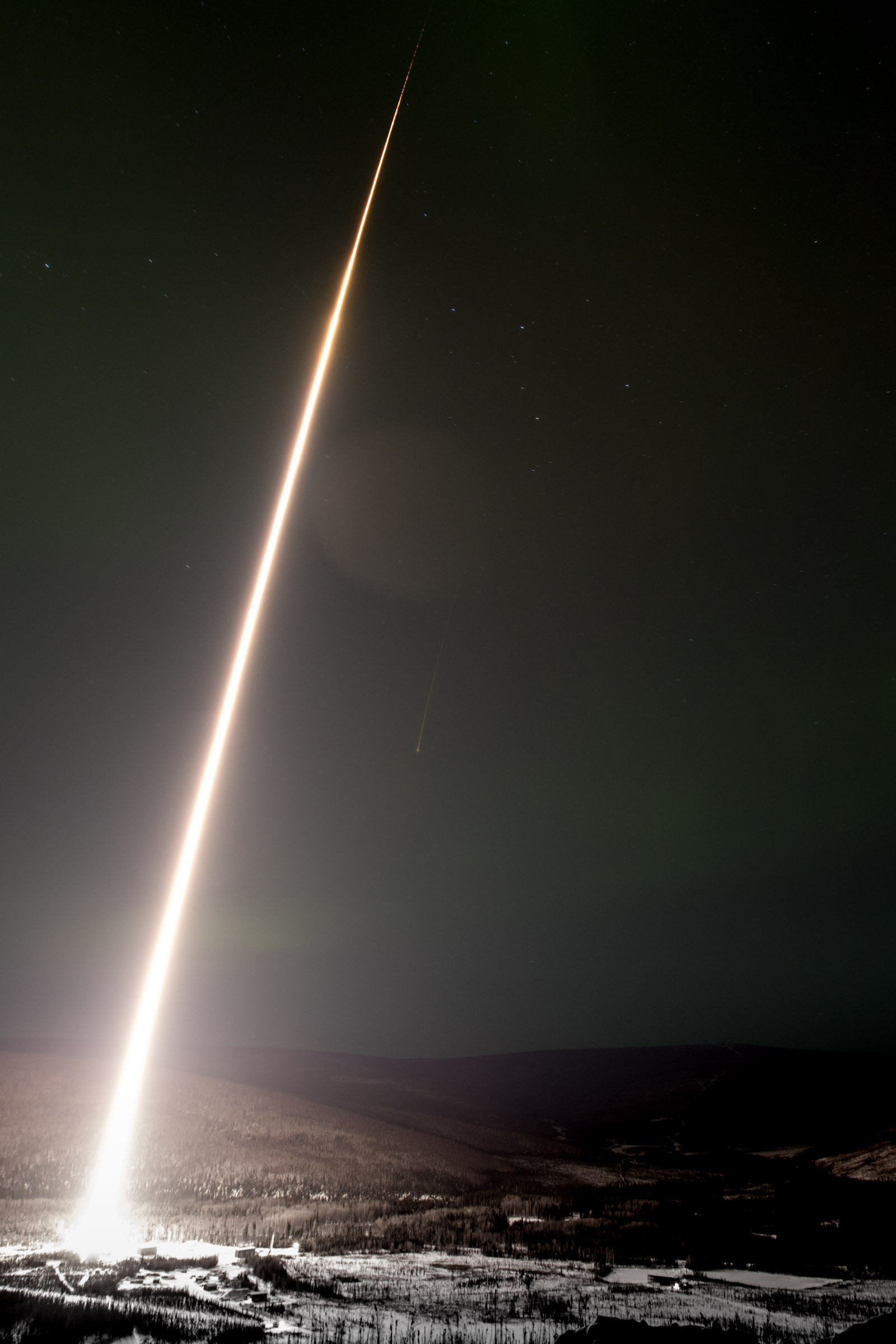
Envol d'un Black Brant IX depuis le Poker Flat Research Range en Alaska le 22 février 2017.

- Envol d'un Black Brant IX depuis le Poker Flat Research Range en Alaska le 22 février 2017.Black Brant IX (Black Brant 9 alias Terrier Black Brant), une fusée bi-étage constituée d'un premier étage Terrier Mk 70 et d'un second étage Black Brant VB[21],[22], Black Brant IXB (Black Brant 9B)[23], Black Brant IXBM1 (Black Brant 9BM1)[24], Black Brant IXCM1 (Black Brant 9CM1)[25], Terrier Black Brant XI Mod 2[26]
- Altitude maximale : 300 km
- Masse au décollage : 2 200 kg (Black Brant IX)
- Diamètre : 0,46 m
- Hauteur : 12,20 m

### Black Brant X
- Black Brant X (Black Brant 10 alias Terrier Black Brant Nihka), une fusée à trois étages constituée d'un premier étage Terrier Mk 70, d'un deuxième étage Black Brant VB ou VC, et d'un troisième étage Nihka[27],[28], Black Brant XB (Black Brant 10B)[29], Black Brant XCM1 (Black Brant 10CM1)[30]
- Charge utile : 90 kg (Black Brant X)
- Altitude maximale : 900 km
- Poussée au décollage : 257 kN
- Masse au décollage : 2 600 kg
- Diamètre : 0,44 m
- Hauteur : 14,50 m

### Black Brant XI
- Black Brant X1 (Black Brant 11 alias Talos Taurus Black Brant), une fusée à trois étages constituée d'un premier étage Talos, d'un deuxième étage Taurus, et d'un troisième étage Black Brant V[31],[32],[28], Black Brant X1-A (Black Brant 11-A)
- Charge utile : 230 kg à 700 km, ou 590 kg à 250 km (Black Brant XI)
- Altitude maximale : 800 km

### Black Brant XII
- Black Brant X1I (Black Brant 12 alias Talos Terrier Black Brant Nihka), une fusée à quatre étages constituée d'un premier étage Mk 11 Mod 5 Talos, d'un deuxième étage Terrier, d'un troisième étage Black Brant V et d'un quatrième étage Nihka[33], Black Brant X1I-A
- Charge utile : entre 110 et 410 kg (Black Brant XII)
- Altitude maximale : Environ 1 500 km, en fonction de la charge utile
- Masse au décollage : Environ 5 300 kg, en fonction de la charge utile
- Hauteur : 15 m

## Sites de lancements
- Churchill, au Manitoba
- Resolute Bay, au Nunavut
- East Quody (en), à Terre-Neuve
- Esrange, en Suède
- Gillam, au Manitoba
- Barreira do Inferno, au Brésil
- Barking Sands, sur une île américaine du Pacifique
- Poker Flat Research Range, en Alaska
- Wallops Flight Facility, en Virginie
- Eglin Air Force Base, en Floride
- Vandenberg Air Force Base, en Californie
- Centre de lancement de White Sands, au Nouveau-Mexique
- Andøya, en Norvège
- Chilca (en), au Pérou